# Додж, Кэрролл Уильям
Кэрролл Уильям Додж (англ. Carroll William Dodge; 1895 — 1988) — американский миколог, специализировавшийся в таксономии грибов-паразитов, лишайников, а также подземных грибов.

## Биография
Кэрролл Уильям Додж родился 20 января 1895 года на ферме в округе Виндзор штата Вермонт в семье Уильяма и Каролин Браун Додж. В 1915 году Додж получил степень бакалавра искусств в Колледже Мидлбери, а в следующем году — магистра. В 1918 году Университет Вашингтона в Сент-Луисе присвоил Кэрроллу Доджу степень доктора философии за работу Tyrosin in the fungi: its chemistry and methods for its study. Тогда же Додж опубликовал несколько научных публикаций (в том числе — с С. М. Зеллером), посвящённых грибам, образующим подземные плодовые тела. С 1921 года работал инструктором по ботанике в Гарвардском университете. В 1925 году женился на Берте Сэнфорд Уайнер, с которой познакомился на курсах русского языка в Гарвардском университете. В 1931 году стал профессором ботаники Университета Вашингтона. С 1934 по 1960 преподавал в разных институтах Латинской Америки. В 1961 году совершил путешествие в Антарктиду, в 1973 году издал публикацию о лишайниках этого материка. Додж скончался 21 июля 1988 года в возрасте 93 лет.

## Роды и виды грибов, названные в честь К. У. Доджа
- Dodgea Malençon, 1939 [syn.  Truncocolumella[англ.] Zeller, 1939]
- †Dodgella Zebrowski, 1936
- Anema dodgei Herre, 1944
- Bacidia dodgei Follmann, 1968
- Nectria dodgei D.R.Heiser, 1945
- Sphaerophorus dodgei Ohlsson, 1974
- Usnea dodgeana Räsänen, 1944
- Usnea dodgei Motyka, 1938